# Nowa Wieś (Kłobuck)
Pour les articles homonymes, voir Nowa Wieś.
Nowa Wieś est une localité polonaise de la gmina de Kłobuck, située dans le powiat de Kłobuck en voïvodie de Silésie.